# Electronic News
 (janvier 2025).
Si vous disposez d'ouvrages ou d'articles de référence ou si vous connaissez des sites web de qualité traitant du thème abordé ici, merci de compléter l'article en donnant les références utiles à sa vérifiabilité et en les liant à la section « Notes et références ».
Electronic News était un magazine américain de référence, qui couvrait l'industrie électronique, créé à l'origine sous la forme d'un journal hebdomadaire professionnel des semi-conducteurs, ordinateurs, et logiciels. À son apogée en 1984, il avait un chiffre d'affaires de 25 millions de dollars avec des marges supérieures à 50 %.
Fairchild Publications a créé le titre en 1957, en complément de ses autres journaux commerciaux, notamment Women's Wear Daily, Home Furnishing Daily et Supermarket News, entre autres.
[réf. nécessaire]
En 1971, le journaliste Don Hoefler a publié une série d'articles intitulée « Silicon Valley, USA » dans Electronic News, la première utilisation journalistique de l'expression Silicon Valley pour décrire la région de la partie sud de la baie de San Francisco, dans le Nord de la Californie, aux États-Unis, forte concentration d'entreprises fabriquant des semi-conducteurs, parmi lesquelles Intel, LSI Logic et National Semiconductor.
C'est aussi en 1971 que Electronic News fut le premier titre où Intel annonça le microprocesseur Intel 4004, premier microprocesseur monopuce de l'histoire.
Une décennie plus tard, en 1981, lorsque le projet top secret Acorn d'IBM est apparu sous le nom d’IBM Personal Computer - le PC - Electronic News a révélé le projet dans les semaines précédant son lancement, à la grande consternation d'IBM[réf. nécessaire]. Également en 1982, Frank Barbetta, a révélé au grand public la cession du système Bell qui a entraîné la scission de l’American Telephone & Telegraph Company, et publié la première interview du juge Harold H. Greene.
Le journal avait une quarantaine de journalistes à temps plein, à New York, Boston, Washington, Miami, Atlanta, Dallas, San Francisco, Los Angeles, Denver, Chicago, Minneapolis et Tokyo.
En 1987, Fairchild Publications, a été acquise par Capital Cities Broadcasting, qui a ensuite acquis l'American Broadcasting Company. Après à peine un an au sein de Chilton, le journal a été vendu en 1991 à la maison d'édition International Data Group. Après une année de pertes, IDG a vendu le journal en 1993 à un groupe d'investisseurs indépendant créé par l'ancien éditeur Zachary Dicker.
En 1996, le journal a été vendu à Reed Business Information. Reed Business Information a vendu le magazine à Canon Communications en février 2010. En octobre 2010, Cannon Communications a été acquis par United Business Media, désormais UBM LLC. La dernière édition d' Electronic News à être imprimée sur papier était datée du 2 décembre 2002. Il a continué en ligne jusqu'à sa fusion ultérieure avec EDN.